# Rosoboronexport
Rosoboronexport (rusky OAO Рособоронэкспорт) je ruská státní akciová společnost, která zprostředkovává vývoz a dovoz zbraňových a obranných systémů, produktů, technologií a služeb.
Byla založena v roce 2000 výnosem Vladimira Putina a je zodpovědná za vykonávání politiky ve vojensko-technologické spolupráci mezi Ruskem a dalšími státy. Oficiální status Rosoboronexportu zaručuje podporu ruské vlády ve všech vývozních operacích. Státní společnost Rosoboronexport je jako jediná oprávněna na mezinárodních trzích nabízet celou šíři ruské výzbroje.
Rosoboronexport se v mezinárodním trhu se zbraněmi řadí mezi přední obchodníky (druhý největší obchodník na světě po USA,[kdy?] celkový vývoz zbraní v roce 2014 se počítá na 13 miliard dolarů). Status státní zprostředkovatelské agentury jí poskytuje možnost rozšiřovat a posilovat dlouhodobé spolupráce se zahraničními partnery.